# Kazuko Takatsukasa
Kazuko Takatsukasa (japonès: 鷹司 和子 - Tòquio, 30 de setembre de 1929 - Tòquio, 26 de maig de 1989), antigament anomenada Kazuko, princesa Taka (japonès: 孝宮和子内親王, Taka-no-miya), va ser la tercera filla de l'Emperador Shōwanō i Emperadriu Kōjun. Era la germana gran de l'antic emperador del Japó, Akihito. Es va casar amb Toshimichi Takatsukasa el 21 de maig de 1950. Com a resultat, va renunciar al seu títol imperial i va abandonar la família imperial japonesa, com exigeix la llei.

## Biografia
La princesa Taka va néixer al Palau Imperial de Tòquio. La seva denominació infantil era Taka-no-miya (孝宮). Com era la pràctica de l'època, no va ser criada pels seus pares biològics, sinó per una successió de dames de la cort en un palau separat construït per a ella i les seves germanes petites al districte de Marunouchi de Tòquio. Es va graduar a l'Escola d'Iguals Gakushuin el març de 1948 i va passar un any a la casa de l'antic camerlencs del Japó Saburo Hyakutake aprenent habilitats per ser núvia.

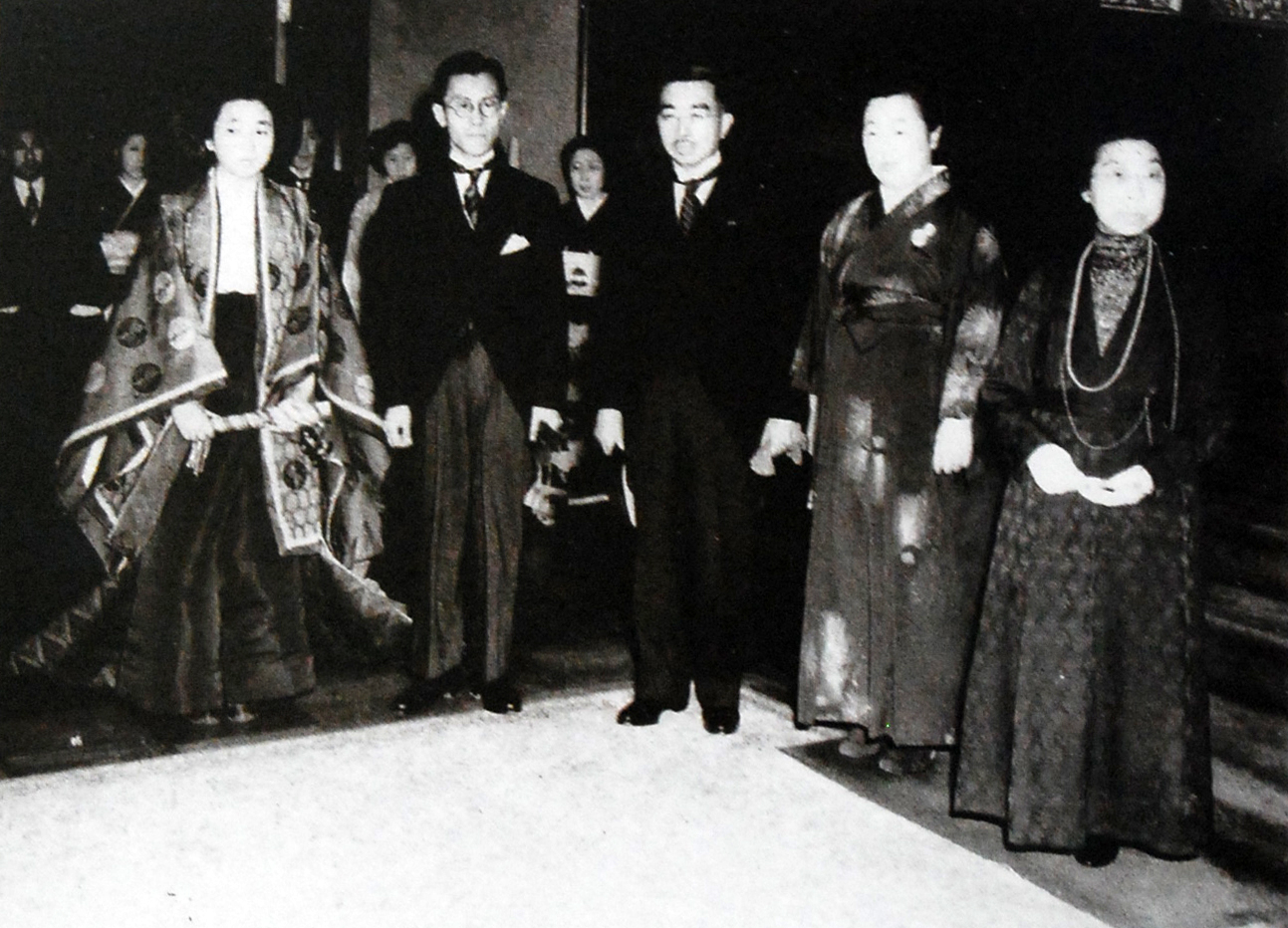
La princesa i el seu marit el dia del seu casament. D'esquerra a dreta: princesa Kazuko, Toshimichi Takatsukasa, emperador Hirohito, emperadriu Nagako i emperadriu vídua Sadako (20 de maig de 1950).

El 20 de maig de 1950, es va casar amb Toshimichi Takatsukasa, el fill gran de l'ex-duc i guji del santuari Meiji, Nobusuke Takatsukasa. El matrimoni va rebre molta publicitat ja que va ser el primer matrimoni d'un membre de la família imperial amb un plebeu. Tot i que havien esdevingut legalment plebeus després de la Segona Guerra Mundial, la família Takatsukasa havia format part de l'antiga noblesa de la cort (kuge), amb el títol de duc amb el sistema kazoku d'abans de la guerra. Nobusuke Takatsukasa era el cosí germà de l'emperadriu Teimei a través del seu pare Takatsukasa Hiromichi, el que convertia el seu fill i la seva jove en cosins segons (ja que l'avi del nuvi i el besavi de la núvia eren germans).
El 28 de gener de 1966, Toshimichi Takatsukasa va ser trobat mort d'una intoxicació per monòxid de carboni a l'apartament de la seva amant, Michiko Maeda, l'amfitriona d'un club nocturn de Ginza, donant lloc a rumors àmpliament especulatius a la premsa japonesa sobre el seu suposat doble suïcidi. Després de la mort del seu marit, les desgràcies de Kazuko van continuar, ja que set mesos més tard, el 22 d'agost de 1966, un intrús amb un ganivet va irrompre a casa seva enmig de la nit i la va agredir, causant-li lesions a les mans. L'emperador Shōwa, sorprès, va ordenar que es traslladés al palau d'Akasaka de Tòquio, on va viure fins a la seva mort per insuficiència cardíaca als 59 anys, mesos després de la mort del seu pare.
De 1974 a 1988 va exercir com a sacerdotessa principal (saishu) del santuari d'Ise, assumint el paper de la seva bestia Fusako Kitashirakawa.
Els Takatsukasa no van tenir fills, però van adoptar com a hereu el seu nebot Naotake Matsudaira (nascut el 1945) de l'antic clan Ogyu Matsudaira. Anteriorment president de NEC Telecommunications Systems, recentment ha estat sacerdot en cap dels santuaris d'Ise del 2007 al 2017.